# Campylocheta canora
Campylocheta canora är en tvåvingeart som först beskrevs av Henry J. Reinhard 1952.  Campylocheta canora ingår i släktet Campylocheta och familjen parasitflugor.
Artens utbredningsområde är New York. Inga underarter finns listade i Catalogue of Life.